# Hexatoma (Eriocera) cramptoni
Hexatoma (Eriocera) cramptoni is een tweevleugelige uit de familie steltmuggen (Limoniidae). De soort komt voor in het Neotropisch gebied.